# Renta variable
Un fondo de inversión de renta variable se define como aquel que invierte todo o la mayor parte de su patrimonio en activos de esta naturaleza (es decir, acciones de empresas).

Los instrumentos de renta variable son especialmente aquellos que son parte de un capital, como las acciones de las compañías anónimas.
La denominación "variable" se relaciona con la variación que puede haber en los montos percibidos por concepto de dividendos. En tanto, los dividendos pueden ser en efectivo o en acciones.
Por lo general, los instrumentos de renta variable reportan a sus tenedores ganancias o
rendimiento en el largo plazo, a cambio de un mayor riesgo.
Las acciones son representativas del capital de una empresa. Por tanto, los accionistas son copropietarios y por lo tanto solidarios con la responsabilidad de la compañía, ejerciendo su papel en las asambleas generales ordinarias y extraordinarias, que eligen a las autoridades y deciden sobre los cambios y expansión de actividades que les propone la junta directiva.
Los accionistas pueden resultar beneficiados o perjudicados. De este modo, si una empresa es conducida con eficiencia y esto es apreciado por el mercado, los accionistas recibirán mayores dividendos y el o los títulos que emita esa sociedad tenderán a aumentar de precio. Si, en cambio, el desempeño es erróneo, disminuirán los dividendos.